# Буфалара (Кјети)
Буфалара (итал. Bufalara) је насеље у Италији у округу Кјети, региону Абруцо.
Према процени из 2011. у насељу је живело 46 становника. Насеље се налази на надморској висини од 372 м.